# Isotherme de Freundlich

Tracé des résultats obtenus par Freundlich pour l'acide acétique avec superposition de l'isotherme de Freundlich ; le rapport x/m correspond à Q.

L’isotherme de Freundlich est une équation d’adsorption établie empiriquement par Herbert Freundlich en 1909. Initialement développée pour l'adsorption de gaz sur un adsorbant solide, elle peut être appliquée à une adsorption en solution. L'isotherme de Freundlich, par sa simplicité, est une isotherme populaire, tout comme l'isotherme de Langmuir. Leurs applications diffèrent cependant, car elles ne sont pas destinées aux mêmes types d'adsorption.

## Équation
L'isotherme de Freundlich, tout comme son nom l'indique, est valide pour une température fixée. Elle établit qu'à l'équilibre chimique :
avec :
- {\displaystyle m_{A}} la masse de particules adsorbée ;
- {\displaystyle m_{B}} la masse d'adsorbant introduite dans le milieu ;
- {\displaystyle K_{f}} la constante de Freundlich, caractéristique du milieu - elle dépend de l'adsorbat, l'adsorbant et la température ;
- {\displaystyle p} la pression partielle en adsorbat à l'extérieur de l'adsorbant ;
- {\displaystyle n} un entier naturel en théorie, un réel en pratique.

En solution, l'isotherme de Freundlich devient :
avec {\displaystyle C} la concentration en adsorbat dans le milieu, et en notant le rapport des masses par la grandeur adimensionnelle {\displaystyle Q}.

## Spécificités
Contrairement à l'isotherme de Langmuir, qui suppose une absorption mono-couche sur une surface homogène et uniforme, l'isotherme de Freundlich s'applique à des adsorptions multi-couche sur des surfaces hétérogènes.
Pour choisir l'isotherme s'appliquant le mieux à la situation étudiée, il est courant que les expérimentateurs se basent sur la meilleure corrélation entre loi et données, par exemple avec le coefficient de corrélation. Pourtant, pour effectuer un choix entre les isothermes, c'est l'enthalpie de réaction {\displaystyle \Delta _{\mathrm {r} }H} qui devrait trancher : une {\displaystyle \Delta _{\mathrm {r} }H} indépendante du nombre de sites occupés indique une surface homogène, tandis qu'une {\displaystyle \Delta _{\mathrm {r} }H} qui varie avec l'occupation des sites indique une surface inhomogène et recommande donc l'emploi de l'isotherme de Freundlich.

## Limites
L'isotherme de Freundlich en phase gazeuse ne prend pas en compte le phénomène de saturation de l'adsorbant. Ainsi, à hautes pressions, la quantité d'adsorbat que peut emmagasiner l'adsorbant ne dépend plus de la pression, car l'adsorbant est déjà saturé. Il faut alors considérer que {\displaystyle n\rightarrow \infty } dans l'isotherme, pour amoindrir la dépendance en pression.